# کریم لاگوا
کریم لاگوا (انگلیسی: Karim Laghouag؛ زادهٔ ۴ اوت ۱۹۷۵) سوارکار اهل فرانسه است.
وی همچنین برندهٔ جوایزی همچون لژیون دونور (شوالیه) شده‌است.
وی در مسابقات کشوری و بین‌المللی در مجموع برندهٔ ۱ مدال طلا، ۲ مدال برنز شده‌است.